# Priscilla's Capture
Priscilla's Capture è un cortometraggio muto del 1912 diretto da Frank Powell.

## Produzione
Il film fu prodotto dalla Biograph Company.

## Distribuzione
Distribuito dalla General Film Company, il film - un cortometraggio di 150 metri - uscì nelle sale cinematografiche statunitensi il 29 febbraio 1912. Nelle proiezioni, veniva programmato con il sistema dello split reel, accorpato in un'unica bobina con un altro cortometraggio prodotto dalla Biograph, la commedia A Message from the Moon.
Non si conoscono copie ancora esistenti della pellicola che viene considerata presumibilmente perduta.